# Der G’wissenswurm
Der G'wissenswurm ist eine Bauernkomödie mit Gesang in drei Akten von Ludwig Anzengruber aus dem Jahr 1874.

## Handlung

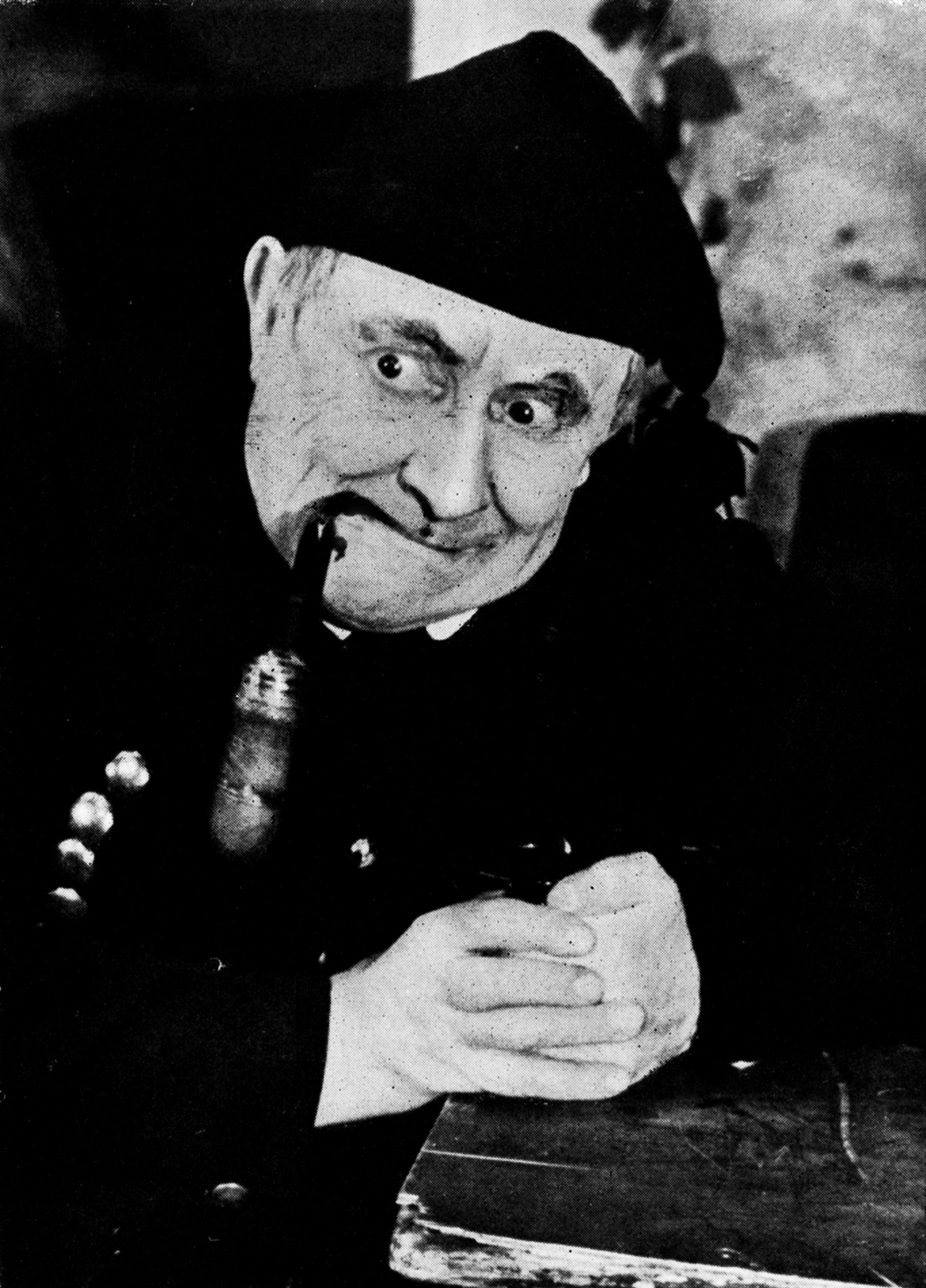
Hanns Fischer als „Dusterer“.

Vor einem halben Jahr hatte der reiche Bauer Grillhofer einen Schlaganfall, und er fühlt sich nun dem Tode nah. Aus diesem Grund plagt ihn auch der „G'wissenswurm“ wegen einer mysteriösen, vor 25 Jahren begangenen Sünde. Sein Schwager Dusterer hält ihm diese Sünde vor und rät ihm, zum Zeichen seiner Bußfertigkeit auf allen Besitz zu verzichten, in die Stadt zu ziehen und Messen für sein Seelenheil lesen zu lassen. Den Hof könne er ihm, seinem armen Schwager, schenken.
Dabei offenbart sich allmählich die Art von Grillhofers alter Sünde: Obwohl verheiratet, hat er mit der Magd Magdalen ein Kind gezeugt und sie dann sitzen lassen. Er hält sie für tot, zumal Dusterer ihm erzählt, er habe sie im Traum in der Hölle schmachten sehen, aus der sie nur die Bußfertigkeit ihres Verführers retten könne. Grillhofer ist bereit, auf den Vorschlag seines Schwagers einzugehen.
Da erscheint die Horlacher-Lies auf seinem Hof und erhebt im Auftrag ihrer Mutter keck Erbschaftsansprüche, da sie, so habe ihre Mutter gesagt, mit dem Grillhofer verwandt sei. Von dem Fuhrknecht Leonhardt erfährt Grillhofer kurz darauf, dass Magdalen lebt und wo sie sich aufhält. Unterdessen freundet sich immer mehr der Knecht Wastl mit der Horlacher-Lies an.
Zusammen mit Dusterer fährt Grillhofer zum Bauern Poltner. Bei dessen Frau handelt es sich um die einst sitzengelassene Magdalen, nunmehr Bäuerin und Mutter von zwölf Kindern. Allerdings weiß sie nichts über das Schicksal des von Grillhofer stammenden Kindes, da sie die Tochter gleich nach der Geburt weggegeben hat.
Daraufhin plagt Grillhofer erneut der G'wissenswurm. Da wird er wieder von der Horlacher-Lies aufgesucht, die ihm einen Brief überreicht. Dieser wurde von Liesls Ziehmutter geschrieben und offenbart, dass es sich bei der Horlacher-Lies um Grillhofers Tochter handelt. Da Liesl voller Lebensfreude ist und sich zudem mit Wastl zusammenfindet, kehrt auch beim Bauern der Lebensmut zurück. Der Erbschleicher Dusterer wird aus dem Haus geworfen.

## Weiteres
Schon während der Niederschrift bewunderte Peter Rosegger den Text und mutmaßte, der Autor habe dreimal sieben Jahre bei einem oberbayerischen Bauern als Altknecht gedient. Anzengrubers Stück hatte von Beginn an großen Erfolg und wurde zu seiner meistgespielten Komödie.
Die erste Verfilmung von Der G’wissenswurm war ein Stummfilm von 1917 unter der Regie von Hans Theyer. Unter dem Titel Die Jugendsünde wurde das Stück 1936 von Franz Seitz senior verfilmt. 1962 zeichnete der Bayerische Rundfunk eine Inszenierung im Schlierseer Bauerntheater auf und sendete sie am 27. Oktober 1963. Regie führte Robert Michal und in den Hauptrollen waren Fritz Straßner als Grillhofer, Konstantin Delcroix als Dusterer, Christa Berndl als Horlacher Lies und Max Grießer als Wastl zu sehen. Zudem gibt es zwei ORF-Fernsehspiele von 1958 und 1976, letzteres inszeniert von Wilm ten Haaf.

## Ausgaben
- Der G'wissenswurm. Künast, Wien 1874 (Erstausgabe; Digitalisat und Volltext im Deutschen Textarchiv).